# The Streetsweeper, Vol. 2
| Recensione | Giudizio |
| ---------- | -------- |
| AllMusic   | [ 1 ]    |

The Streetsweeper, Vol. 2 è il secondo album del produttore hip hop statunitense DJ Kay Slay, pubblicato nel 2004 dalla Columbia Records e dalla Divisione Urban della Sony Music. Ospiti del disco, Ghostface Killah, Scarface, 50 Cent, AZ, Raekwon, Eminem, Fat Joe, E-40, N.O.R.E., LL Cool J, Game e Prodigy.

## Tracce
1. King of the Streets (featuring Caliba, Fat Cat & Arsonist) – 2:30
2. Face Off (featuring Ghostface Killah & Scarface) – 3:01 – The Heatmakerz
3. Angels Around Me (featuring G-Unit & 50 Cent) – 3:39 – DJ Twinz
4. Hands on the Pump (featuring Memphis Bleek, Sauce Money & Game) – 3:19 – Clark Kent
5. I'm Gone (featuring Eminem & Obie Trice) – 3:09 – Eminem, Luis Resto (co-prod.)
6. Harlem (featuring Cam'ron & Chinky Brown Eyes) – 4:22 – Stay Gettin'
7. Not Your Average Joe (featuring Fat Joe, Joe Budden & Joe) – 3:52 – The Dream Team
8. Don't Stop the Music (featuring Lil' Flip, Lil' Mo & E-40) – 3:33 – EA-Ski
9. The Truth (featuring LL Cool J) – 3:40 – Swizz Beatz
10. No Problems (featuring Jaheim, N.O.R.E., Nature & Left Gunz) – 4:48 – Kanye West
11. Alphabetical Slaughter (featuring Papoose) – 4:48 – Stay Gettin'
12. Drama (featuring Lil Jon, David Banner, Bun B & Baby D) – 4:15 – Stay Gettin'
13. Who Gives A Fuck Where You From (featuring Three 6 Mafia, Lil Wyte & Frayser Boy) – 4:46 – Three 6 Mafia
14. Get Retarded (featuring The Diplomats & Twista) – 4:27 – Stay Gettin'
15. Census Bureau (featuring D12) – 4:59 – Mr. Porter
16. Through Your Head (featuring Jae Millz, Angelous, Cashmere, Trife, Maino, Tru Life & The Bad Seed) – 5:37 – Stay Gettin'
17. Untouchables (featuring Prodigy, Raekwon & AZ) – 3:35 – The Heatmakerz
18. The Kennedies (featuring Bristal & C. White) – 3:55 – The Heatmakerz
19. Celebrity Love (featuring Lala, Tiffany, Steph Lova, Sunny & Chinky Brown Eyes) – 4:14 – DJ Kay Slay, The Heatmakerz

## Classifiche settimanali
| Classifica (2004)         | Posizione massima |
| ------------------------- | ----------------- |
| Stati Uniti               | 27                |
| US Top R&B/Hip-Hop Albums | 10                |